# Charlie Chan in Paris
Pour plus de détails, voir Fiche technique et Distribution.
Charlie Chan in Paris est un film américain réalisé par Lewis Seiler, sorti en 1935.
C'est le septième film produit par la Fox avec Warner Oland dans le rôle de Charlie Chan.

## Synopsis
Le détective sino-américain Charlie Chan est officiellement en vacances à Paris, mais en réalité, il a été chargé par des banquiers de Londres de résoudre une énigme : certaines des affaires de la banque Lamartine semblent suspectes. À son arrivée, Chan reçoit une lettre de menaces ; puis Nardi, la jeune femme qui lui sert de contact, est assassinée.

## Fiche technique
- Titre : Charlie Chan in Paris
- Réalisation : Lewis Seiler
- Scénario : Philip MacDonald, d'après l'œuvre d'Earl Derr Biggers
- Photographie :  Ernest Palmer et Daniel B. Clark (non crédité)
- Son : Eugene Grossman
- Musique : Samuel Kaylin (en)
- Producteur exécutif : Sol M. Wurtzel
- Société de production : Fox Film Corporation
- Pays d'origine :  États-Unis
- Langue : anglais
- Format : Noir et blanc - 1.37:1 - Mono - 35 mm
- Genre : Film policier
- Durée : 72 minutes
- Date de sortie : 21 janvier 1935

## Distribution
- Warner Oland : Charlie Chan
- Mary Brian : Yvette Lamartine
- Thomas Beck : Victor Descartes
- John Miljan : Albert Dufresne
- Erik Rhodes : Max Corday
- Murray Kinnell : Henri Latouche
- John Qualen : Le concierge
- Keye Luke : Lee Chan, fils ainé de Charlie Chan
- Henry Kolker : Paul Lamartine
- Dorothy Appleby : Nardi
- Minor Watson : inspecteur Renard
- Gino Corrado : Pierre
- Wilfred Lucas

## Crédit d'auteurs
- (en) Cet article est partiellement ou en totalité issu de l’article de Wikipédia en anglais intitulé « Charlie Chan in Paris » (voir la liste des auteurs) version du 9 mai 2013.